# OrangePixel
A OrangePixel é uma empresa de desenvolvimento, design e publicação de jogos eletrônicos para telemóveis (celulares), desde Dezembro de 2004.

## Jogos desenvolvidos
- Akira Hero

- Arcade Pool

- Black Parodius

- BlackMetal

- Brik-Link

- Bubble Bee

- Captain Comet

- Captain Pogo

- Cupids Arrow

- Dirt Racers

- Drill Panic!

- Dynamo Dice

- DynamoKid - Dream Island

- DynamoKid 2 - Return to Dream Island

- DynamoKid 3

- DynamoKid 4 - Touch

- Firby - The Lost Keys

- Firby - Tower Kingdom

- Firby 2 - The Magic Mirror

- Fruit squash

- Gulp!

- Haunted Graveyard

- Johnny Rumble

- Johnny Rumble 2

- Mechanics

- Mechanics Touch

- Micro Dragracers

- Mini Army

- Mini Plane

- Noahs Quest

- P.O.D.

- Peeps

- Plikpla

- Pocket Dungeon

- RocketBoy! - Shafts of terror

- RocketBoy! 2 - Diamond fever

- RocketBoy! 3 - Doom Dungeons

- Slider Kids

- Slipgate

- SmashDizzy

- SmashMelee

- SupaSanta

- Thumb-It!

- TimeChaos

- TimeCops

- Toddlers

- Toddlers - Shake It

- Triballs

- Twin Legend

- XXL

- YoKiYo - Magic Kingdom

- YoKiYo 2 - Guardians of passage